# Memento mori (Buck-Tick)
Memento mori è il diciassettesimo album discografico del gruppo musicale giapponese Buck-Tick, pubblicato il 18 febbraio 2009.

## Descrizione
il disco è stato pubblicato dalla major BMG, sussidiaria della Sony Music. Esistono due edizioni dell'album: una con custodia jewel case e una speciale con custodia jewel case, cover variata e DVD extra.
Nel brano Message è presente come guest star il cantante Yuiko Tsubokura, noto per aver cantato le sigle di diversi anime come Bubblegum Crisis e Samurai Deeper Kyo.

## Tracce
1. Makka na yoru -Bloody- (真っ赤な夜-Bloody-?) – 3:32 (Atsushi Sakurai - Hisashi Imai)
2. Les Enfants Terribles (Les Enfants Terribles?) – 3:29 (Hisashi Imai)
3. GALAXY (GALAXY?) – 4:21 (Atsushi Sakurai - Hisashi Imai)
4. Umbrella (アンブレラ?) – 4:24 (Hisashi Imai)
5. Katte ni shiyagare (勝手にしやがれ?) – 3:16 (Atsushi Sakurai - Hidehiko Hoshino)
6. Coyote (Coyote?) – 4:34 (Atsushi Sakurai - Hisashi Imai)
7. Message (Message?) – 5:14 (Atsushi Sakurai - Hidehiko Hoshino)
8. Memento mori (Memento mori?) – 6:01 (Hisashi Imai)
9. Jonathan Jet-Coaster (Jonathan Jet-Coaster?) – 3:57 (Atsushi Sakurai - Hisashi Imai)
10. Suzumebachi (スズメバチ?) – 4:24 (Hisashi Imai)
11. Lullaby-III (Lullaby-III?) – 4:13 (Atsushi Sakurai - Hisashi Imai)
12. MOTEL 13 (MOTEL 13?) – 4:14 (Atsushi Sakurai - Hidehiko Hoshino)
13. Serenade -Itoshi no umbrella - Sweety- (セレナーデ-愛しのアンブレラーSweety-?) – 5:14 (Hisashi Imai)
14. Tenshi wa dare da (天使は誰だ?) – 5:02 (Hisashi Imai)
15. HEAVEN (HEAVEN?) – 5:35 (Atsushi Sakurai - Hisashi Imai)

### DVD
1. Documentario sulla registrazione dell'album

## Formazione
- Atsushi Sakurai - voce
- Hisashi Imai - chitarra, cori
- Hidehiko Hoshino - chitarra e tastiera
- Yutaka Higuchi - basso
- Toll Yagami - batteria